# Isa Genzken
Isa Genzken (Bad Oldesloe, Schleswig-Holstein, el 27 de noviembre de 1948) es una artista contemporánea alemana que vive y trabaja en Berlín. Sus principales formas de expresión son la escultura y la instalación; utiliza una amplia variedad de materiales, incluidos hormigón, yeso, madera y textiles. También trabaja con fotografía, vídeo, cine y collage.

## Biografía
Hanne-Rose "Isa" Genzken creció en la pequeña ciudad de Bad Oldesloe en el norte de Alemania y en Hamburgo. Estudió bellas artes e historia del arte con Almir Mavignier y Kai Sudeck en la Universidad de Bellas Artes de Hamburgo (1968 –1971) y la Universidad de las Artes de Berlín (1971–1973). Para pagar su matrícula, Genzken trabajó a tiempo parcial como modelo. En 1973 se transladó a la Academia de Artes de Düsseldorf mientras también estudiaba historia del arte y filosofía en la Universidad de Colonia. En la academia, entre sus compañeros de estudios estaban Katharina Fritsch y Thomas Struth.
Después de graduarse en 1977, Genzken enseñó escultura en la academia y ha trabajado en estudios en Düsseldorf, Colonia (diseñado en 1993 por el arquitecto Frank Tebroke); pequeñas estancias en los Estados Unidos, en el Bajo Manhattan y Hoboken, Nueva Jersey; y actualmente en Berlín.
Genzken tiene trastorno bipolar y pasa por fases maníacas y depresivas. Con frecuencia se ha sometido a tratamiento por abuso de sustancias. Se casó con el artista visual alemán Gerhard Richter en 1982 y se instaló en Colonia en 1983. La pareja se separó en 1993. Después del divorcio, se mudó de la región de Renania a Berlín.

## Trayectoria profesional

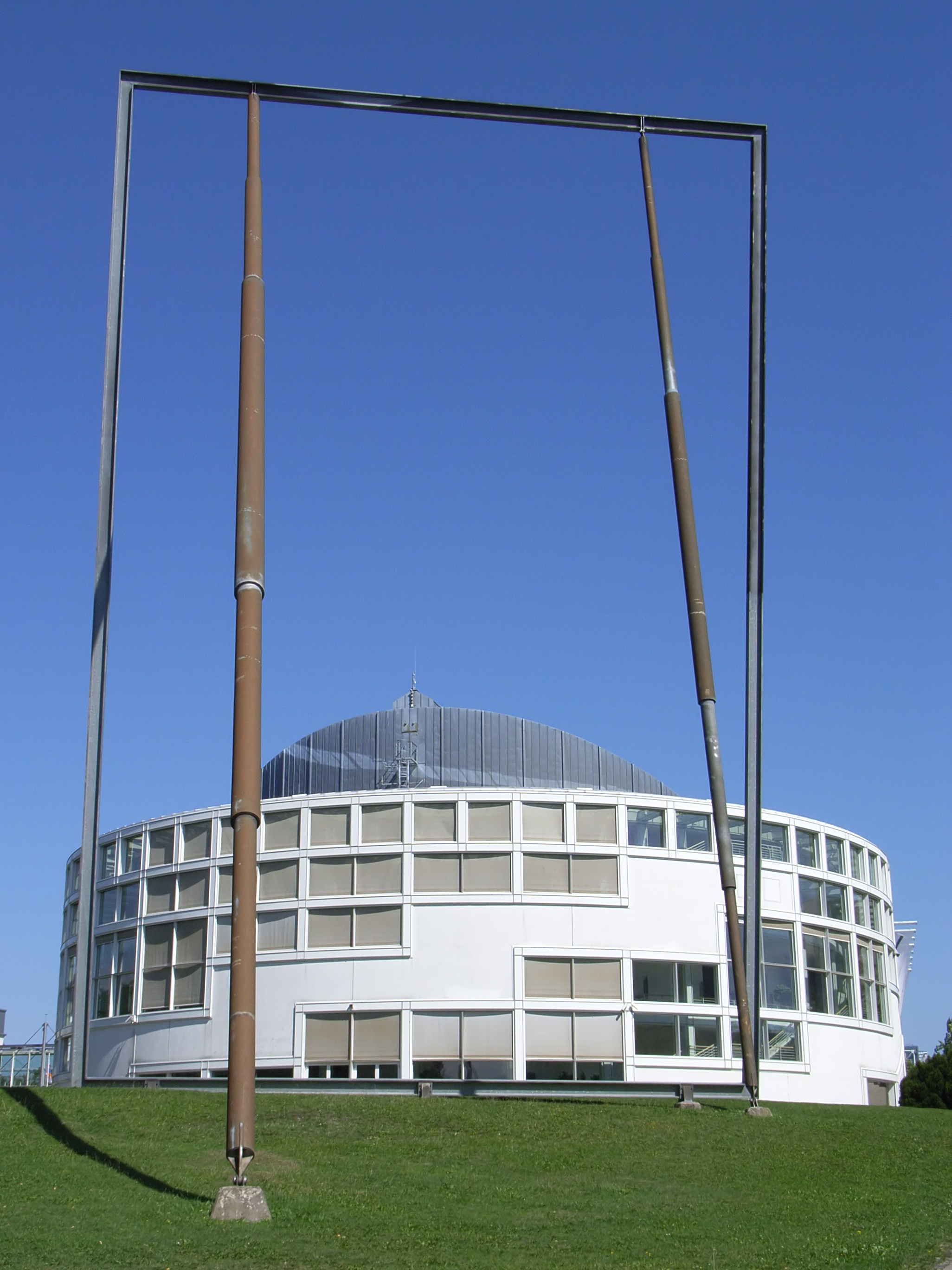
Spiegel (1991), Bielefeld, Alemania

Aunque Isa Genzken se centra especialmente en la escultura, también usa la fotografía, el cine, el vídeo, trabajos en papel, trabajos en lienzo con óleo, collages, libros de collage y guiones de películas. En sus trabajos más recientes incorpora espejos y otras superficies reflectantes para atraer literalmente al espectador a su trabajo y emocionar. La columna es un motivo recurrente en Genzken, una forma arquitectónica "pura" en el que explorar las relaciones entre el “high art” y los trabajos en serie de la cultura popular.
En los años 70, Genzken comenzó a trabajar con madera tallada en formas geométricas inusuales, como hiperboloides y elipsoides. En las fotografías de su Serie Hi-Fi (1979), reproducía anuncios de fonógrafos estéreo.
En 1980, Genzken y Gerhard Richter diseñaron la estación de metro König-Heinrich-Platz en Duisburg; la obra finalizó en 1992. Entre 1986 y 1992, concibió su serie de esculturas de yeso y hormigón para investigar la arquitectura; estas esculturas consisten en losas de hormigón vertidas y apiladas secuencialmente con aberturas rugosas, ventanas e interiores. Una serie posterior consta de otras citas arquitectónicas o de diseño de interiores hechas de moldes de resina epoxi, como esculturas de columnas o lámparas. En 1986, las referencias arquitectónicas de Genzken cambiaron de los años 1910, 20 y 30 a los años 50, 60 y 70. En 1990, instaló un marco de acero, Camera (1990) en la azotea de una galería de Bruselas. En 2000 presentó Fuck the Bauhaus y, más tarde, la serie Nuevos edificios para Berlín, que se mostró en la Documenta 11, Genzken diseñó visiones arquitectónicas de rascacielos de vidrio.
El proyecto titulado Der Spiegel 1989-1991 es una serie de imágenes que comprende 121 reproducciones de fotografías en blanco y negro seleccionadas y cortadas del semanario alemán Der Spiegel; cada imagen está pegada a una tarjeta blanca y montada individualmente en un marco simple. Si bien las imágenes en sí mismas no tienen subtítulos, las fechas en los títulos de la serie ofrecen pistas sobre las intenciones del artista.
Sus pinturas de aros suspendidos, tituladas colectivamente MLR (More Light Research) (1992), recuerdan aparatos de gimnasia atrapados en medio del columpio y congelados en el tiempo.
A partir de 1995, mientras estuvo en Nueva York, Genzken creó un libro de collage de tres volúmenes titulado I Love New York, Crazy City (1995–1996), un compendio de recuerdos de sus diversas estancias en la ciudad, incluyendo fotografías de la arquitectura de Midtown, instantáneas, mapas, facturas de hotel, volantes de discotecas y entradas para conciertos, entre otros.
Una de las obras más conocidas de Genzken, Rose (1993/7), es una escultura pública de una sola rosa de tallo largo hecha de acero inoxidable esmaltado que se eleva ocho metros por encima del distrito de los museos de Leipzig.

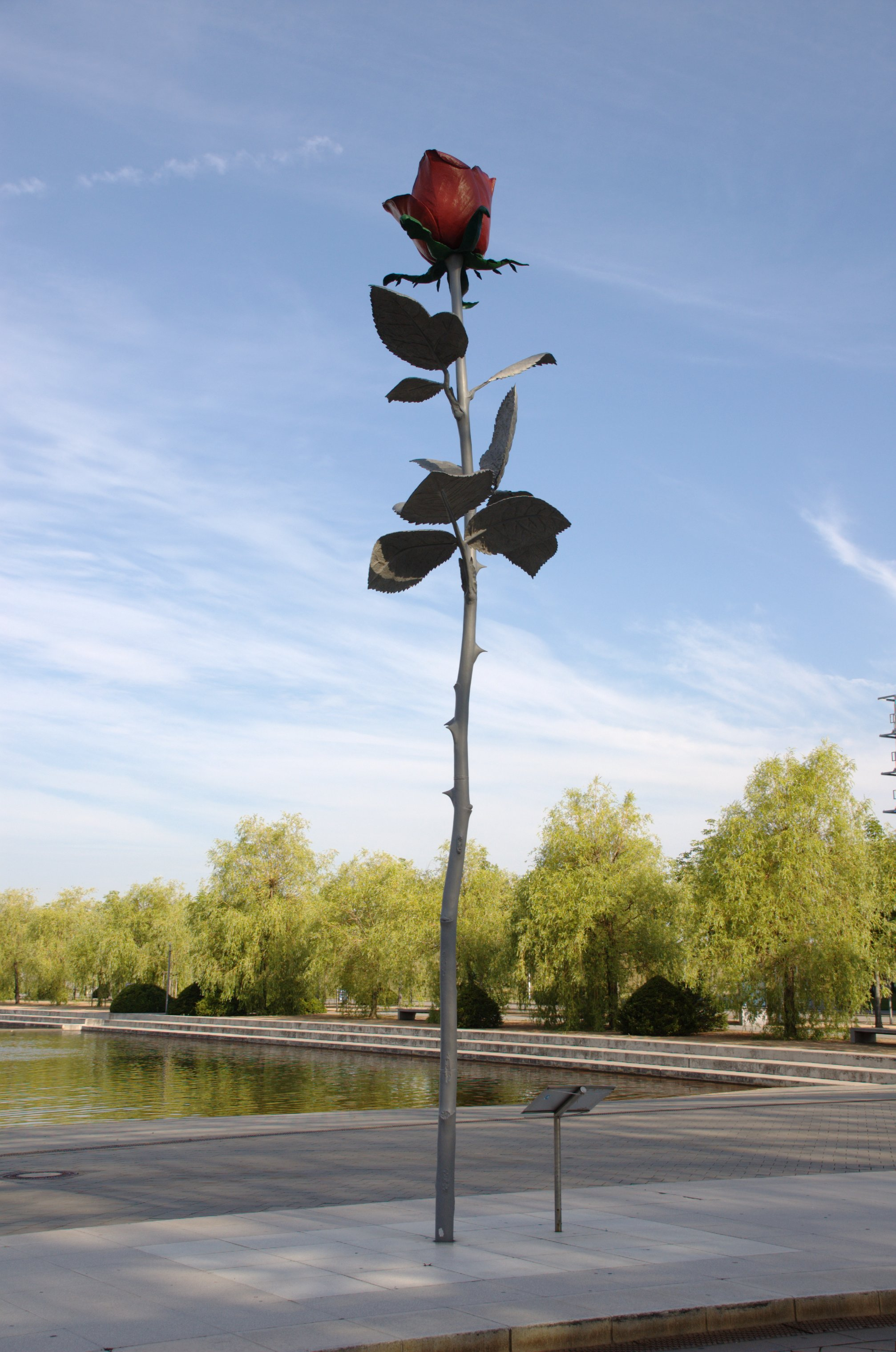
Rose (1993), frente a Leipziger Messe, Leipzig, Alemania. Foto: Christoph Müller

La primera obra de arte pública de la artista en los Estados Unidos, su réplica Rose II (2007) se instaló fuera del Nuevo Museo como parte de una instalación rotatoria de un año en noviembre de 2010.
Genzken también ha producido numerosas películas, incluyendo Zwei Frauen im Gefecht, 1974, Chicago Drive, 1992, Meine Großeltern im Bayerischen Wald, 1992, y el vídeo Empire / Vampire, Who Kills Death, 2003.
Desde finales de la década de los años 90, Genzken ha estado conceptualizando esculturas y pinturas de paneles en forma de bricolaje de materiales tomados de tiendas de bricolaje y de fotografías y recortes de periódicos. A menudo usa materiales que subrayan el carácter temporal de sus obras. Con un profundo interés por el espacio urbano organiza también instalaciones complejas, y a menudo inquietantes, con maniquíes, muñecas, fotografías y otros objetos que encuentra. Así Los nuevos edificios para Nueva York se ensamblan con trozos encontrados de plástico, metal y cartón de caja de pizza. Los ensamblajes de la serie Empire / Vampire, Who Kills Death, que originalmente contenía más de veinte esculturas que fueron creadas tras los ataques del 11 de septiembre, son combinaciones de objetos encontrados (figuras de acción, recipientes de plástico y varios elementos de detritus del consumidor) dispuestos en pedestales en escenas de posdestrucción inspiradas arquitectónicamente.
Elefant (2006) es una columna de persianas verticales en cascada adornadas con tubos de plástico, papel de aluminio, flores artificiales, telas y algunos pequeños soldados de juguete e indios. Para su instalación Oil, la artista transformó el Pabellón alemán en la Bienal de Venecia de 2007 en una Gesamtkunstwerk futurista y morbosa.
El trabajo de Genzken ha impactado la cultura del arte con su capacidad única de crear esculturas de muchos materiales como madera, yeso, acero, resina epoxi e incluso materiales de cocina para el hogar, como se ve en su apariencia de Bebés de 1997. Genzken redefinió el arte de crear esculturas e incluso combatió la discriminación contra el arte escultórico en los años 60 y 70. El arte y los medios de Genzken siempre se han mantenido fieles a la lógica de su trabajo, que sigue siendo contradictorio, impredecible y opuesto en toda la escultura. Sus esculturas, incluso, han sido reconocidas como arte que crea ilusiones con la mente y abre la imaginación del espectador. Genzken fue profesora invitada en la Universidad de las Artes de Berlín en 1990 y en la Städelschule de Fráncfort del Meno en 1991-1992.

## Exposiciones
La primera exposición individual de Genzken fue en 1976 en la Galería Konrad Fischer en Düsseldorf, y su primera exposición con Galerie Buchholz en 1986 en Colonia. En Estados Unidos su primera muestra la organizó Jack Shainman Gallery, Nueva York, en 1989. Genzken representó a Alemania en la Bienal de Venecia en 2007. Participó en la Bienal de Venecia de 2003 y, en 2002, Documenta 11 en Kassel, Alemania. Fue objeto de una gran retrospectiva en 2009, organizada conjuntamente por el Museo Ludwig, Colonia y la Galería de Arte Whitechapel de Londres.
Otras exposiciones individuales en la última década incluyen Malmö Konsthall, Suecia (2008); el Camden Arts Centre, Londres (2006); la Galería de Fotógrafos, Londres (2005); Kunsthalle Zürich (2003); y el Lenbachhaus, Múnich (2003). El artista Dan Graham incluyó el trabajo de Genzken en su espectáculo Deep Comedy en la Galería Marian Goodman, Nueva York, en 2008. Sus espectáculos recientes incluyeron trabajo colaborativo con Kai Althoff y Wolfgang Tillmans, en cuyo espacio de exhibición Entre puentes exhibió en 2008. Ella es el tema de la pintura de Elizabeth Peyton Isa (Isa Genzken 1980) en 2010. En 2015/16 organizó la exposición Mach dich hübsch en el Museo Stedelijk de Ámsterdam.
Isa Genzken: Retrospectiva estuvo en el Museo de Arte Moderno de Nueva York hasta 2014; y después se exhibió en el Museo de Arte Contemporáneo de Chicago y el Museo de Arte de Dallas.
El trabajo de Genzken está incluido en las colecciones de muchas instituciones a nivel internacional, incluido el Museo de Arte Moderno de Nueva York; Museo de Arte Carnegie, Pittsburgh; la Fundación Generali, Viena; el Museo Hirshhorn y el Jardín de Esculturas, Washington D. C.; el Museo de Arte Kemper, St. Louis; el museo Ludwig, Colonia; el museo Frieder Burda, Baden-Baden; Van Abbemuseum, Eindhoven y el Museo Stedelijk, Ámsterdam; Ruby City, Fundación Linda Pace, San Antonio, TX  Escultura Rose III en Zuccotti Park, Nueva York.
Ganó el Premio Internacional de Arte (Donación Cultural de SSK Múnich) en 2004 y el Premio Wolfgang-Hahn (Museo Ludwig, Colonia) en 2002.

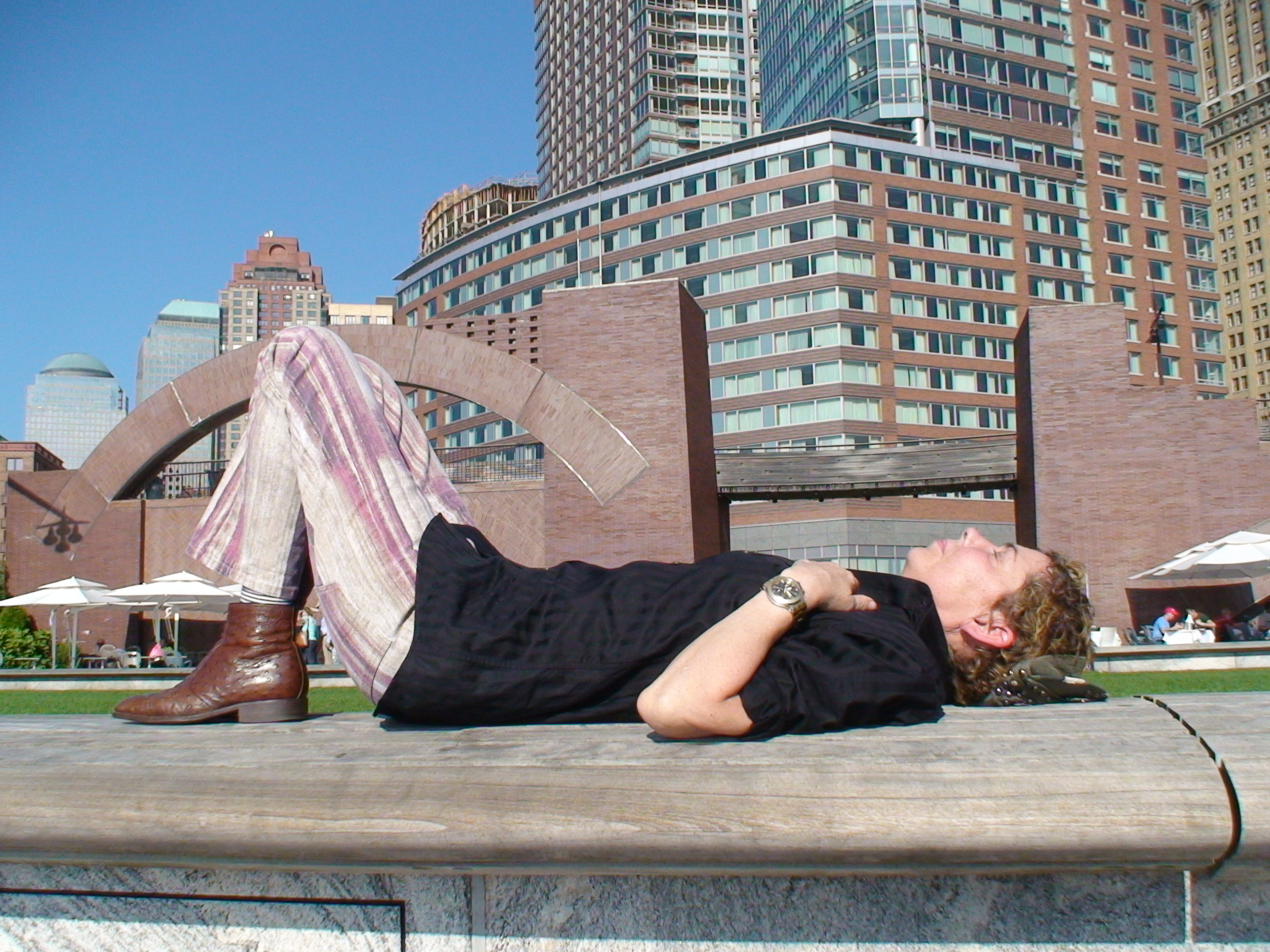
Genzken en Nueva York en septiembre de 2005

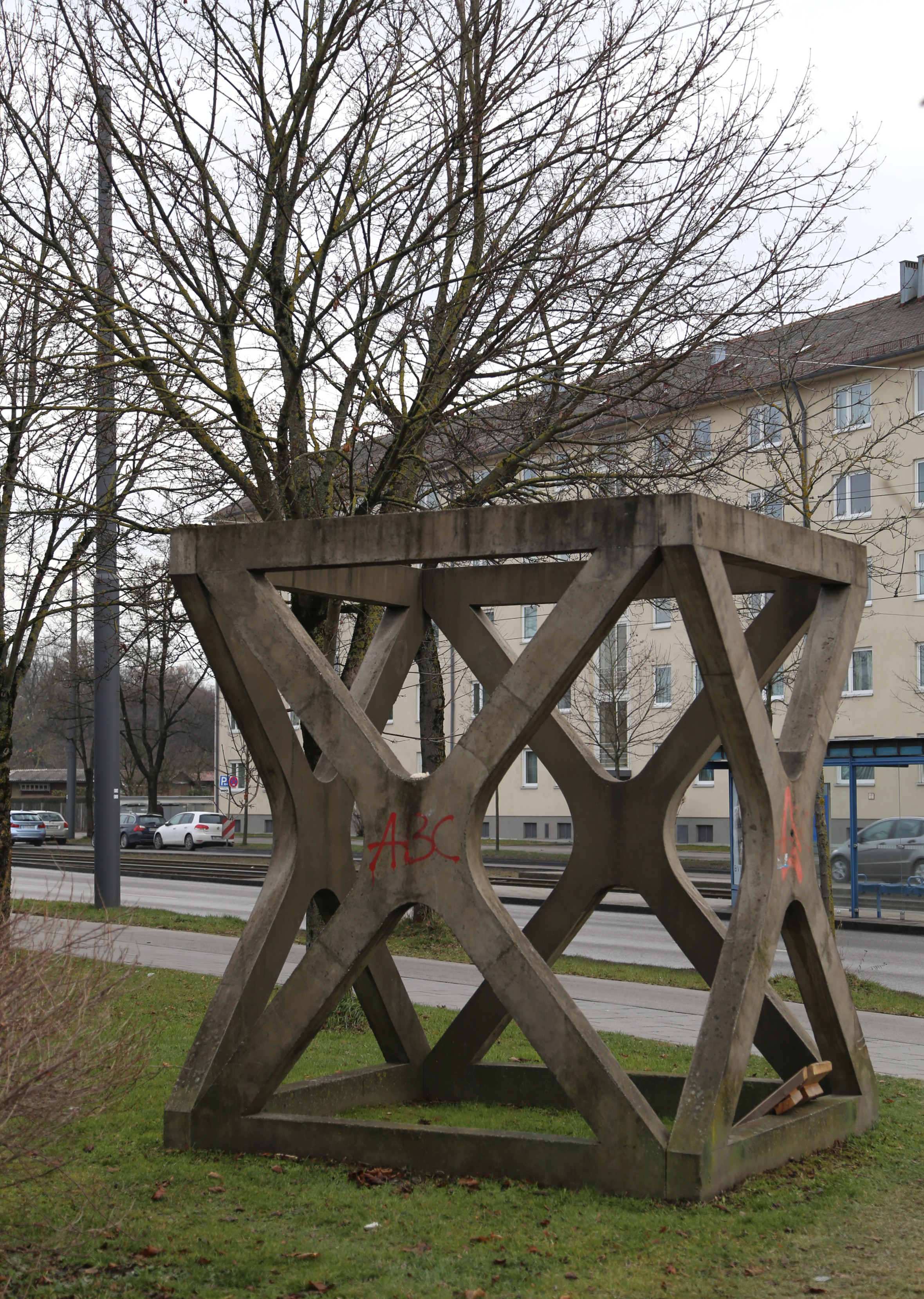